# Paradigit

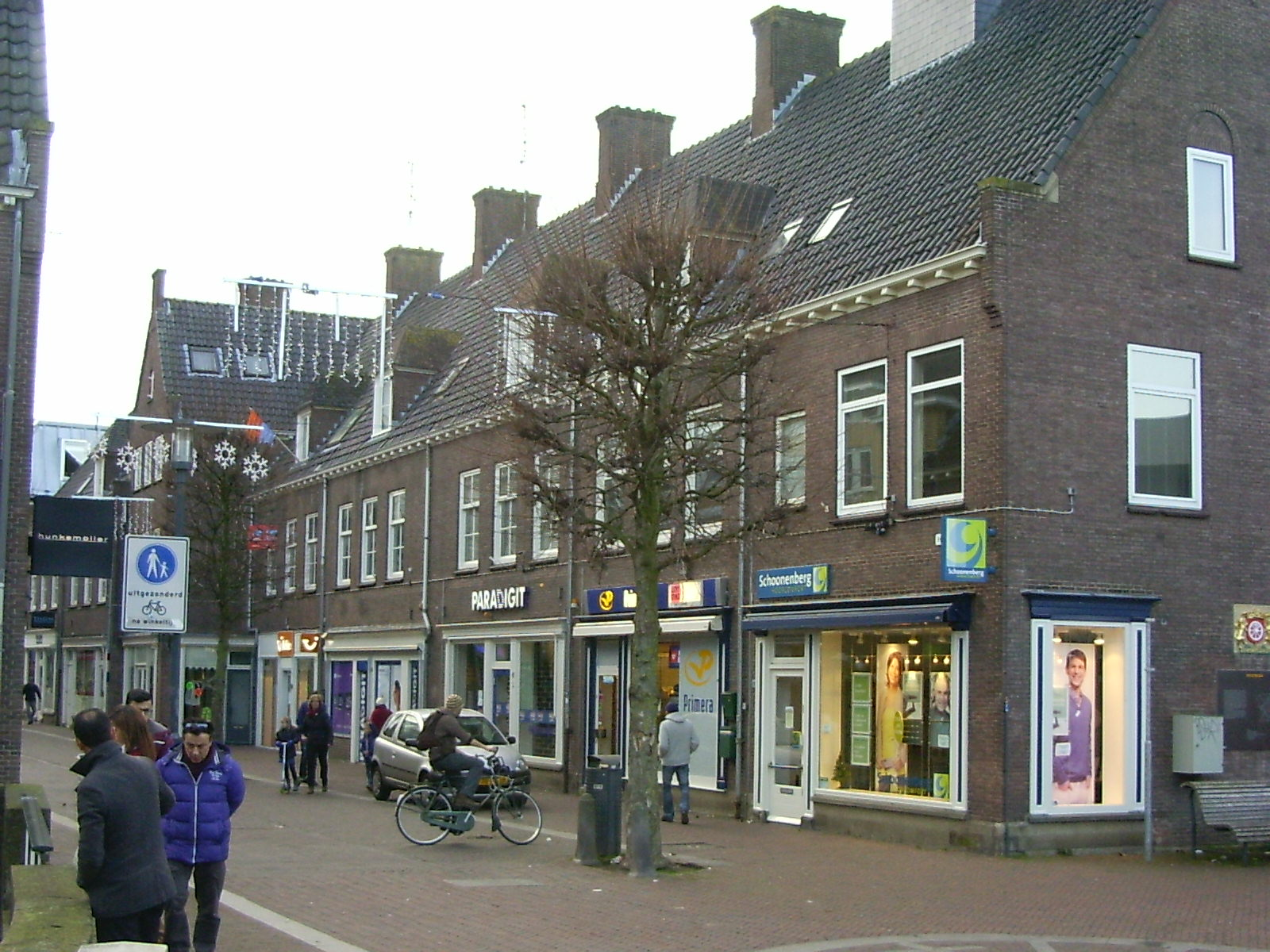
Paradigit in de Hoogstraat in Wageningen

Paradigit is een Nederlandse computerfabrikant en -winkelketen die sinds 1992 actief is. De keten heeft 3 filialen in Nederland, met het hoofdkantoor en de productiefaciliteiten in Eindhoven. In 2002 mocht de fabrikant zich "de grootste computerfabrikant van Nederland" noemen. In dat jaar produceerde het bedrijf ruim 40.000 systemen. Anno 2008 is de markt veranderd en concentreert de onderneming zich meer op de verkoop van A-merken. In 2007 verkocht de Paradigit Groep circa 120.000 systemen waarvan 20.000 uit de eigen productie.
Paradigit presenteert zich als een servicewinkel onder het motto “Zorgeloos genieten”. Sinds enige tijd voert Paradigit naast haar eigen systemen ook kant-en-klare A-merk systemen van onder andere Acer, Fujitsu Siemens, HP, Asus, Samsung, Medion, Lenovo en Toshiba.
Naast de verkoop aan consumenten, houdt Paradigit zich ook bezig met verkoop aan bedrijven, overheid en onderwijs. Binnen de Paradigit Groep fungeren nog eens 13 winkels onder andere merknamen in een franchise- en een discountformule. De toevoeging van een onderwijstak (2001) onder de noemer Skool Automatisering en een tak voor de zakelijke markt (2005) genaamd ISL Automatisering maakten het bedrijf tot de Paradigit Groep, waar in totaal ruim 500 mensen werkzaam zijn en een totale omzet wordt gegenereerd van meer dan 129 miljoen euro (boekjaar 2007-2008). Met de verkoop van 120.000 personal computers en notebooks per jaar heeft de Paradigit Groep een marktaandeel van ruim 4%. Op 15 oktober 2008 werd RPMcar toegevoegd aan de Paradigit Groep.
In juli 2015 sloot Paradigit tien vestigingen. In december 2015 werden 5 shop-in-shops geopend in vestigingen van V&D. Op 9 februari 2016 heeft de rechtbank in Den Bosch het faillissement uitgesproken over de 12 winkels, het distributiecentrum en de shop-in-shop vestigingen in V&D. Op 16 februari werd bekend dat het distributiecentrum en de webshop, die buiten het faillissement vielen, een doorstart maken met drie filialen in Eindhoven, Utrecht en Maastricht en de NoRRod in Groningen.

In maart 2021 sloten alle 4 de winkels (Eindhoven, Groningen, Utrecht en Maastricht) Paradigit verkoopt sinds dien uitsluitend via de webshop.

## Overnames
Vanaf 2000 werden door overnames diverse bedrijven opgenomen binnen de Paradigit Groep waarbij voor enkele bedrijven de identiteit bewaard is gebleven.
- 2000 - PC International (nu Paradigit)
- 2001 - Phaser Automatisering (nu Skool Automatisering)
- 2003 - Funtronics (nu Paradigit)
- 2005 - Dunnet Computers
- 2005 - Computerland
- 2005 - ISL Automatisering
- 2007 - Powerline Computers (nu Paradigit)
- 2008 - RPMcar
- 2010 - Komplett BV
- 2011 - NoRRoD Computers Retail BV (nu NoRRoD.nl)
- 2014 - Boekhandel Van Piere
- 2016 - De winkeltak van computerwinkelketen Paradigit is failliet
- 2016 - doorstart met nog 4 winkels over

## Overname NoRRoD
In oktober 2011 werd NoRRoD failliet verklaard en in dezelfde week overgenomen door Paradigit. NoRRoD was vanaf 1994 actief vanuit Groningen en later ook vanuit diverse andere steden. In 2005 nam NoRRoD de Groningse concurrent Funprice (eveneens met diverse vestigingen in andere steden over). In de loop der tijd groeide NoRRoD uit tot de grootste computerverkoper van Noord-Nederland met meer dan 80 werknemers. De economische crisis zorgde voor teruglopende verkopen en in april 2011 werden alle winkels gesloten, behalve Groningen.

## Prijzen
Zowel in 2006, 2007, 2008, 2009, 2010, 2011, 2012, 2013, 2014 en 2015 wordt Paradigit door Elsevier Retail, in samenwerking met ING Nederland, uitgeroepen tot Beste Winkelketen van het jaar, categorie computerspeciaalzaken.  CEO Arjen de Koning werd uitgeroepen tot Entrepreneur of the Year in 2004.
In 2010 werd Paradigit uitgeroepen tot beste winkelketen van Nederland.

## Rally (Paradigit-ELE Rally)
Paradigit is sinds enkele jaren ook actief als sponsor (en directie Arjen de Koning en Noortje van Gennip persoonlijk als deelnemers) van de rallysport. Voornaamste feit hierbij is het hoofdsponsorschap van de Paradigit-ELE Rally.
Sinds 2012 is Paradigit gestopt met het sponsoren van de ELE rally.

## Verhuizing hoofdkantoor
In mei 2008 werd bekendgemaakt dat de Paradigit Groep het hoofdkantoor aan de Dillenburgstraat (3000m²) alweer gaat verlaten voor een nieuw hoofdkantoor aan de Hooge Zijde te Eindhoven. Ze betrekken het oude pand van Euro-Optics en is direct vanaf de snelweg te zien. Met de 2e verhuizing van het hoofdkantoor in 10 jaar neemt de vloeroppervlakte van het nieuwe onderkomen toe tot 8000m², meer dan een verdubbeling ten opzichte van de huidige locatie. De verhuizing zal eind 2008 zijn afgerond.